# Duplachionaspis humilis
Duplachionaspis humilis är en insektsart som först beskrevs av Charles Kimberlin Brain 1919.  Duplachionaspis humilis ingår i släktet Duplachionaspis och familjen pansarsköldlöss. Inga underarter finns listade i Catalogue of Life.